# Brnakot
Brnakot là một đô thị thuộc tỉnh Syunik, Armenia. Dân số ước tính năm 2011 là 2152 người.